# Asura discoidalis
Asura discoidalis är en fjärilsart som beskrevs av Embrik Strand 1922. Asura discoidalis ingår i släktet Asura och familjen björnspinnare. Inga underarter finns listade i Catalogue of Life.